# Église de Lippe
L’Église de Lippe (Lippische Landeskirche) est une église calviniste régionale (Landeskirche), qui comporte toutefois une minorité luthérienne en raison de son histoire particulière et qui a adhéré à la fois à l'Église protestante en Allemagne (Evangelische Kirche in Deutschland, EKD) et à l'Alliance réformée allemande (Reformierter Bund in Deutschland e. V.). Elle couvre le territoire de l'ancienne principauté de Lippe, située dans l'arrondissement de Lippe, en Rhénanie-du-Nord-Westphalie.

## Histoire
Dès 1518 les idées de Luther sont parvenues dans le comté de Lippe. La ville de Lemgo devient rapidement un centre de la Réforme luthérienne. Au cours des années suivantes, de plus en plus de gens assistent au culte protestant, chantant des hymnes en allemand et non en latin. Bien que le souverain de Lippe, Simon V, ait personnellement rejeté la Réforme, il ne put rien faire face à l'enthousiasme des citoyens de Lemgo. En 1537 le Braunschweiger Kirchenordnung, discipline ecclésiastique du réformateur Johannes Bugenhagen, fut officiellement acceptée, marquant le passage au protestantisme de la ville. En application des dispositions autorisées par la paix d'Augsbourg en 1555, l'ensemble du synode de Cappel embrassa la Réforme luthérienne en 1556. En 1571, le consistoire de l'église de Lippe fut établi. Le comte Simon VI ayant souhaité en 1605 faire adhérer le comté au calvinisme dans l'esprit de la théologie de Melanchthon, la sainte-cène fut célébrée cette année là à Detmold à la manière des réformés. Toutefois, cela a conduit à un différend avec nombre de ses sujets, en particulier la ville libre de Lemgo, qui est luthérienne depuis 1522 et entend le rester, ce qui conduit à la "Révolte de Lemgo". Ce différend a été résolu par la Paix de Röhrentrup en 1617 : la ville de Lemgo resta luthérienne au sein d'un comté calviniste. L'accord précisait que les habitants de Lemgo devaient néanmoins reconnaître comme souverain le comte de Lippe, chose tout à fait inhabituelle en Allemagne puisque dérogatoire au principe « cujus regio, ejus religio » établi par la paix d'Augsbourg
La minorité luthérienne n'a rejoint l'église Réformée de Lippe qu'en 1882. L’Église de Lippe comporte depuis des paroisses luthériennes, des paroisses calvinistes et des paroisses mixtes.
En 1931, une nouvelle constitution presbytérienne-synodale fut donnée à l'église de Lippe, ce qui s'est révélé suffisant à ce jour.

## Situation actuelle
L'Église de Lippe comporte 69 paroisses et 152 000 membres dont 30 000 sont luthériens. Son siège est à Detmold. Comme elle n'a jamais demandé directement son adhésion au Conseil œcuménique des Églises (COE), elle y est représentée par l'Église protestante en Allemagne (EKD).
L'Église de Lippe attache une grande importance à son œuvre missionnaire et à la recherche de paix mondiale. Elle entretient des liens de partenariat avec les églises presbytériennes du Ghana et du Togo. Après la fin de la guerre froide, elle a aussi renforça ses relations en signant un contrat de partenariat officiel avec l'Église réformée évangélique de la République de Pologne (1997), l'Église réformée de Hongrie (1999) et l'Église réformée de Subcarpathie (1999). Des contacts intensifs sont également maintenus avec les églises réformées et luthériennes en Lituanie. Avec l'EKD et l'Alliance réformée allemande (elle est membre des deux unions d'églises), elle maintient également un partenariat avec l'Église réformée unifiée en Afrique australe (URCSA) depuis 1998.

## Personnalités liées à l’Église de Lippe
- Frank-Walter Steinmeier, président de la République fédérale d'Allemagne (2017-...), est issu de la communauté religieuse de l’Église de Lippe comme toute sa famille paternelle.